# Castilleja lanata
Castilleja lanata är en snyltrotsväxtart som beskrevs av Samuel Frederick Gray. Castilleja lanata ingår i släktet målarborstar, och familjen snyltrotsväxter.

## Underarter
Arten delas in i följande underarter:
- C. l. hololeuca
- C. l. lanata

## Bildgalleri

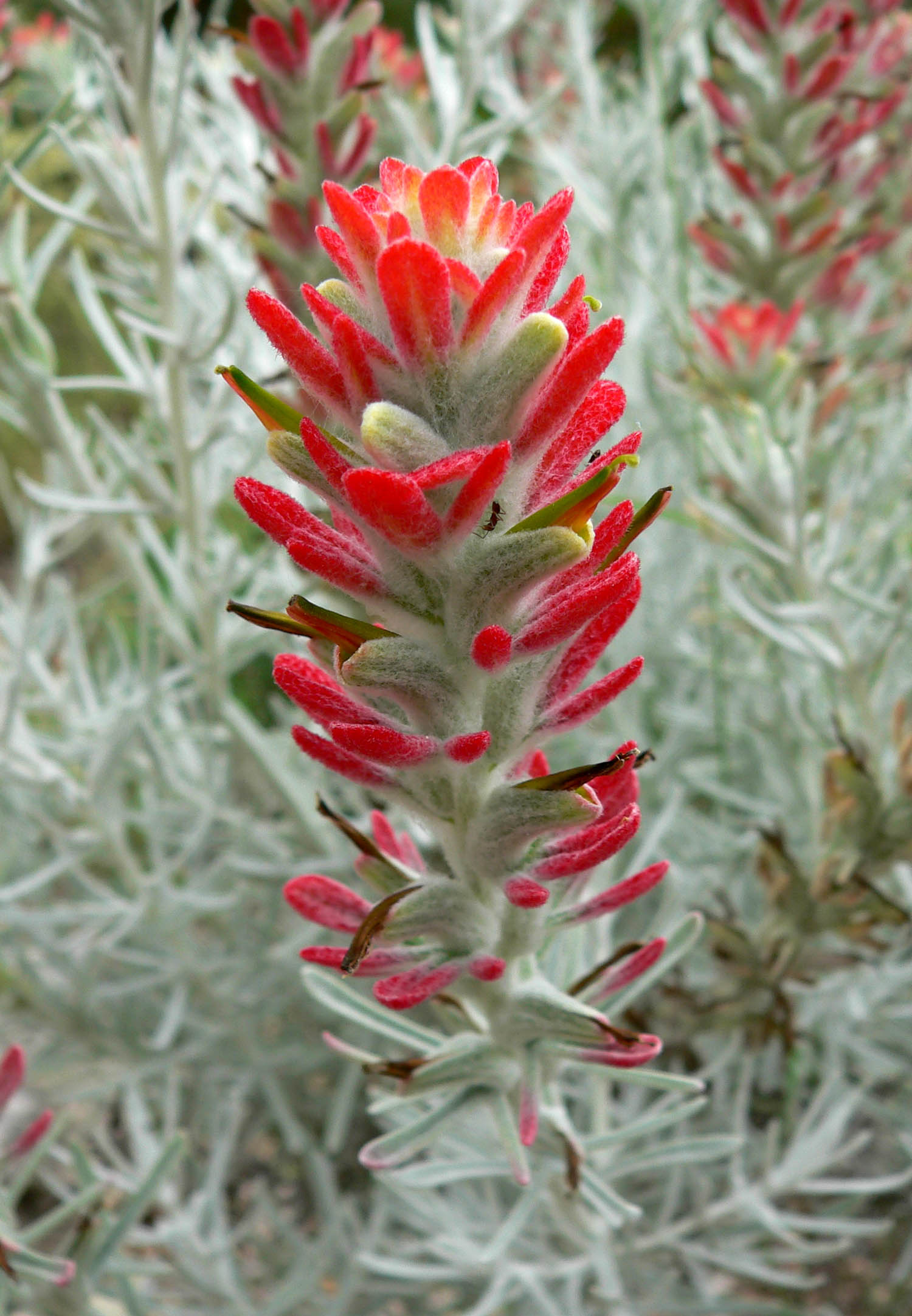
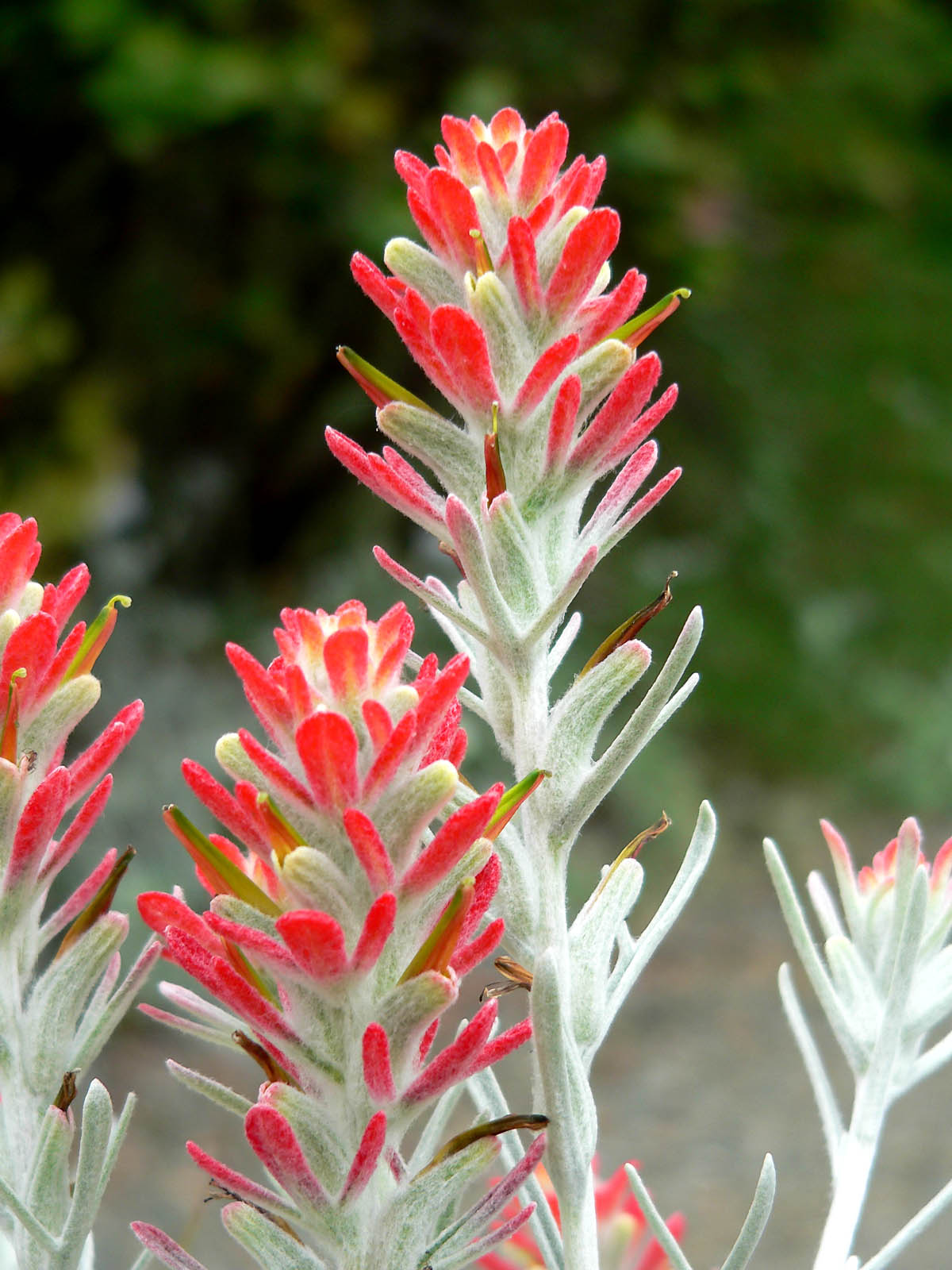